# Piaggio Liberty
Il Piaggio Liberty è uno scooter a ruote alte, prodotto dalla casa motociclistica italiana Piaggio dal 1997 nello stabilimento di Pontedera.

## Storia

### Prima serie (1997-2004)

Logo della prima generazione

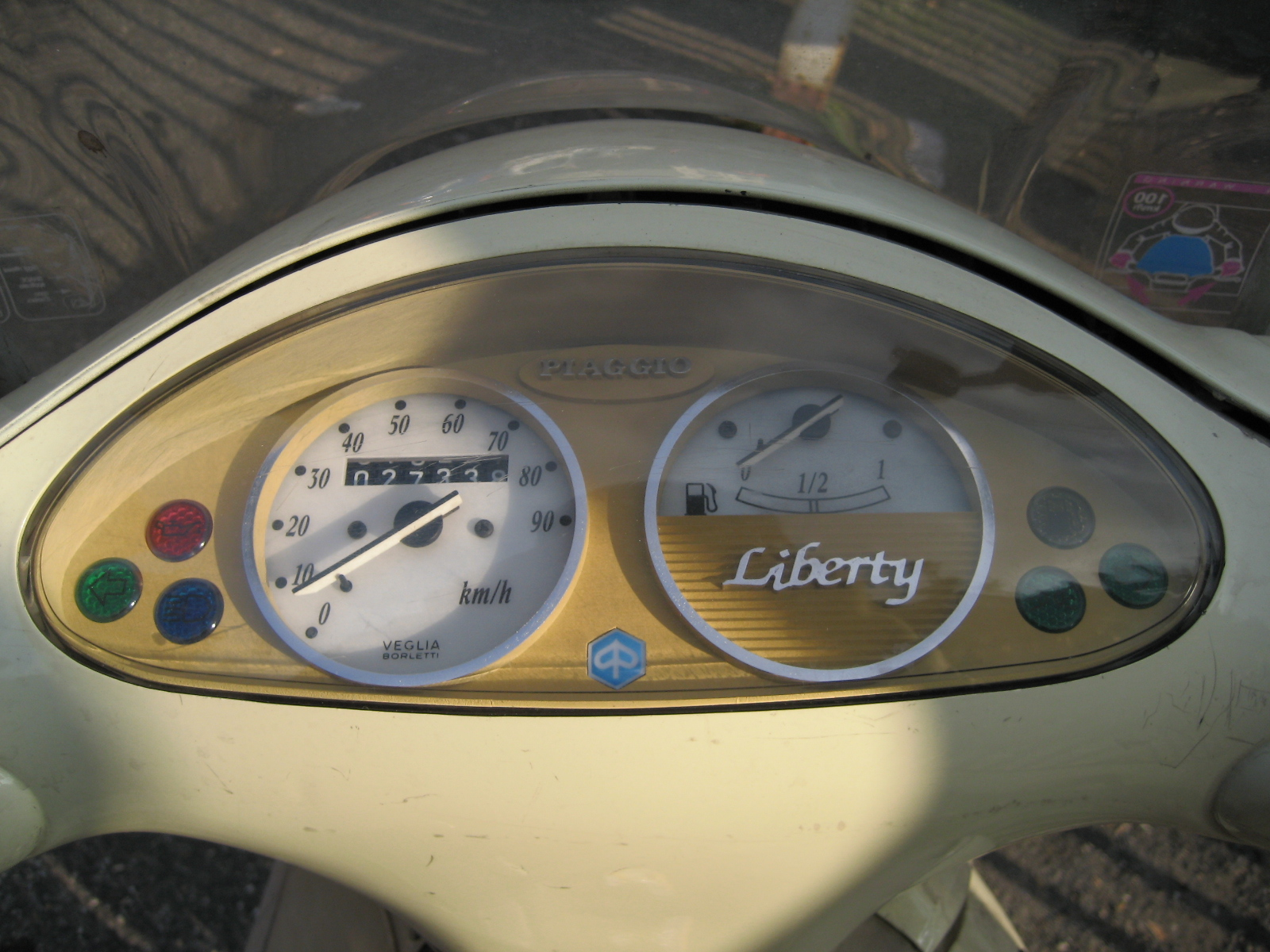
Quadro strumenti di un Piaggio Liberty prima serie

Presentato al salone di Barcellona nel maggio del 1997 il Liberty è nato come ciclomotore con motore da 50 cm³ destinato soprattutto al pubblico giovanile, avendo specifiche fortemente innovative si impone subito come "ruote alte" fra i più quotati del mercato; merito della sua linea originale e dinamica, della buona qualità progettuale e del prezzo concorrenziale.
Nel settembre dello stesso anno viene presentata al salone di Milano la versione con motore 125 quattro tempi che viene posta in vendita pochi mesi più tardi.
Nel 1999 viene introdotto il Liberty LE 150 con il motore 150 cm³ quattro tempi dotato di catalizzatore omologato Euro 1 a cui fanno seguito nel dicembre dello stesso anno anche i modelli 50 LE e 125 LE riomologati Euro 1.

### Seconda serie (2004-2009)

Logo della seconda generazione

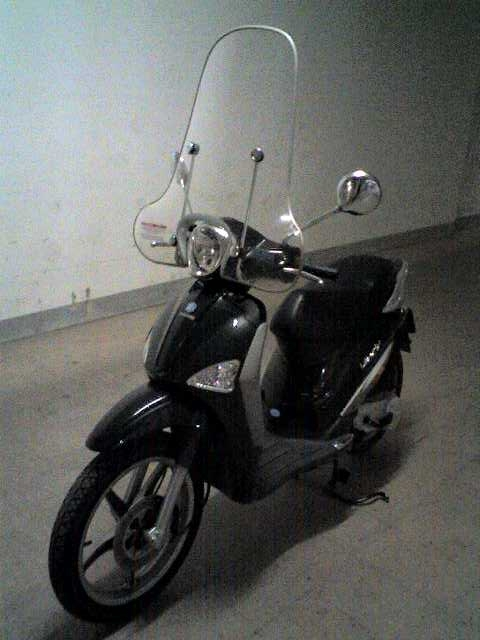
Piaggio Liberty 50 4T del 2006

Nei primi mesi del 2004 viene presentata la seconda serie frutto di un profondo restyling sia in termini di estetica che di meccanica: una novità è l’uscita di scena del propulsore 150 cm³ sostituito dal nuovo 200 cm³ quattro tempi.
Il modello base con cilindrata da 50 cm³ venne proposto sia in versione con motore a due tempi che con motore a quattro tempi. Le cilindrate superiori sono invece esclusivamente quattro tempi. Tutti i propulsori erano omologati Euro 2.
La pedana bassa e piatta venne ingrandita permettendo di appoggiare agevolmente i piedi per terra. Le dimensioni complessive del mezzo aumentarono di qualche centimetro mentre la massa il peso era contenuto (87, 88, 99, e 105 kg rispettivamente i modelli 50 2t, 50 4t, 125 4t e 200 4t).
A partire da metà anno 2006 è entrata in commercio la versione sportiva, il Liberty S, caratterizzato da una carenatura simile al Beverly 125 e da una strumentazione inedita.
È stato aggiornato ulteriormente in modo leggero nel 2007 riproponendo la motorizzazione 150 al posto del 200 cm³.
A differenza di quest’ultimo il Liberty 150 era più leggero e pesava 99 kg (come il 125). 
I modelli 125 e 150 adottavano il motore monocilindrico raffreddato ad aria "LEADER" mentre i cinquantini adottavano il motore della famiglia "HI-PER".
Tratto peculiare, nella sua categoria, è l'attenzione per il dettaglio e la evidente ricerca di presentare finiture accattivanti e curate unitamente a tessuti sella originali.
Una flotta di 27 mila Liberty Delivery in versione da 125 cm³ venne scelta da Poste Italiane quale scooter destinato alla distribuzione della corrispondenza.
Rientra nella categoria di scooter a ruota alta. Le dimensioni delle ruote variano a seconda delle versioni, in particolare le ruote anteriori sono sempre di 16 pollici per tutte le versioni, mentre nelle versioni con motore di 50 cm³ la ruota posteriore è di 16 pollici, e nelle altre versioni è presente una ruota posteriore di 14 pollici per far spazio ai motori di cilindrata superiore.
La presenza di ruote alte limita la capacità del vano sottosella che può contenere vari oggetti e solo un casco jet; in compenso il capiente serbatoio garantisce buona autonomia.

### Terza serie (2009-2013)
Nel 2009 viene presentata la terza serie del Liberty, disponibile nelle cilindrate 50 cm³, motore a scelta tra due tempi e quattro tempi, 125 cm³ e 150 cm³. Le novità sono una sella più bassa di 10 mm (altezza totale pari a 785 mm sui 50, e 795 mm sui 125 e 150) cerchi in lega a 10 razze e un nuovo freno a disco anteriore da 240 mm. Le linee sono più accattivanti, la parte posteriore in particolare è stata completamente rimodernata, adottando linee più spigolose per il fanale e le frecce.
Nel novembre 2009 viene presentato il “Liberty Elle” realizzato insieme alla rivista Elle e destinato al pubblico femminile. Tale modello presenta la carrozzeria color rosa don bauletto in tinta, motore 50 quattro tempi o 125 quattro tempi e sella ribassata di 20 millimetri (765 mm per il 50 e 775 mm per il 125). Viene posto in vendita dal marzo 2010.
All’EICMA 2010 vengono presentati il “Liberty Teens”, edizione speciale con carrozzeria bicolore bianco perla/blu denim, e un prototipo elettrico denominato “Liberty e-mail” basato sul Liberty Delivery destinato a flotte commerciali.
Il modello speciale Teens sarà posto in vendita nel maggio 2011 unicamente con motore 50 due tempi.
Il modello elettrico “e-mail” entra in produzione nel 2011 solo per flotte, è omologata per una velocità massima di 45 km/h ed è equipaggiata con un motore elettrico da 2,6 kW con selettore di guida per due modalità: “Long Range” e  “Power” a cui si aggiunge la retromarcia. L’autonomia massima omologata raggiunge i 70 km in Long Range.
Nel 2011 parte la produzione anche nello stabilimento Piaggio in Vietnam; tali esemplari sono venduti sui soli mercato asiatici. Le motorizzazioni sono: 50, un'inedita variante 100, e il 150, tutte a quattro tempi.

### Quarta serie (2013-2015)

Logo dell'ultima generazione

Nel luglio 2013 viene presentata la quarta serie la cui gamma si articola sui modelli 50 (a due e quattro tempi) e sugli inediti Liberty 3V da 125 e 150 cm³ (a quattro tempi). Esteticamente i modelli sono identici ma i Liberty 3V 125 e 150 possiedono una ciclistica differente ed inedita.
La quarta serie viene caratterizzata dal nuovo scudo frontale con la calandra a “cravatta” che ospita il logo Piaggio, vengono introdotti anche i nuovi indicatori di direzioni anteriori dal design a “freccia” più appuntiti. Il fanale anteriore ora è a forma triangolare. Sulla fiancata debuttano i nuovi inserti cromati posizionati sui parafanghi, una banda cromata viene montata anche e sul vano portaoggetti anteriore. La sella è nuova e presenta una migliore imbottitura, il vano sottosella viene ingrandito del 23% fino ad un volume di 10,8 litri, la batteria viene spostata dietro al vano portaoggetti anteriore.
La quarta serie mantiene lo stesso telaio del precedente ma nei modelli con motore 50 possiede una lunghezza di 1.935 mm, larghezza di 760 mm e un passo di 1.320 mm. La ruota anteriore dei cinquantini è da 16” con pneumatico 90/80, la posteriore è da 14” con pneumatico 110/80. La sella del 50 è alta 785 mm e il serbatoio ha una capacità di 6 litri. 
I modelli 3V (con motore 125 e 150  cm³) hanno una lunghezza ridotta a 1.920 mm, larghezza di 700 mm con un passo aumentato a 1.345 mm. 
La ruota anteriore dei 3V ha ora un diametro da 15” (sulla terza serie erano da 16”) e monta uno pneumatico più stretto ma di spalla più larga (da 80/90). La ruota posteriore è sempre da 14” con pneumatico di 100/80. La sella dei 3V è alta 790 mm e il serbatoio possiede una capacità di 6,5 litri.
L’impianto frenante è uguale su tutto i modelli ed è costituito da un disco anteriore da 240 mm sul con pinza a doppio pistoncino mentre al posteriore adotta un tamburo da 140 mm.

### Quinta serie (dal 2015)

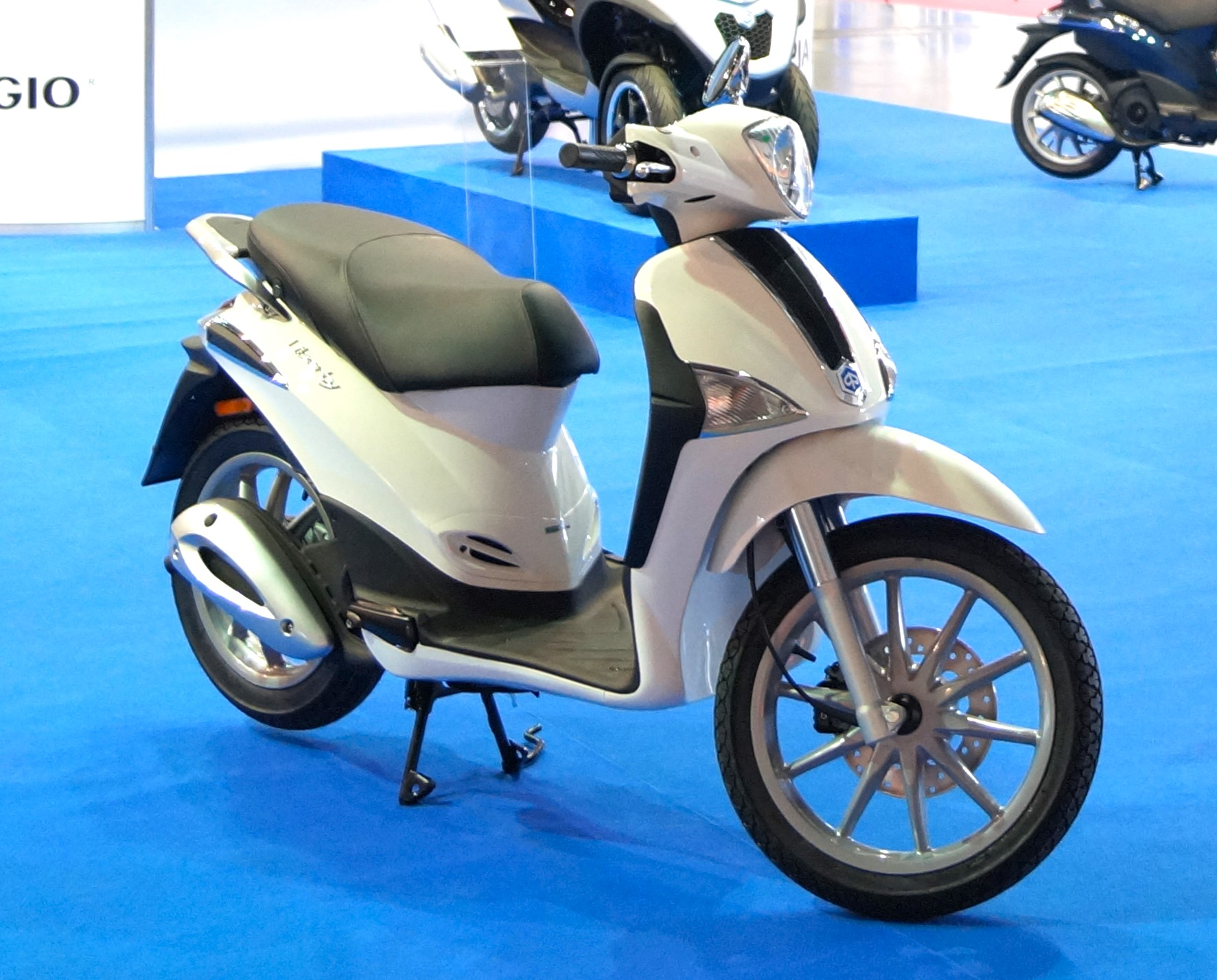
Piaggio Liberty
del 2015

La quinta serie debutta all'EICMA 2015 e viene posta in vendita dalla fine dello stesso anno. Una novità è l'uscita di scena del motore 50 due tempi, la gamma è ora composta dai propulsori 50, 125 e 150 tutti appartenenti alla famiglia “I-GET” quattro tempi e tre valvole omologati Euro 4.
Resta fedele nel design alla precedente generazione introducendo solo lievi aggiornamenti estetici come nuovo scudo frontale dai profili più arrotondati e filanti con i proiettori più grandi che sui modelli 125 e 150 hanno luci di posizione a LED. La ciclistica invece è totalmente inedita e tutte le versioni adottano le stesse ruote e gli stessi pneumatici (senza differenze tra le varie cilindrate). Il telaio di nuova progettazione possiede una rigidità torsionale incrementata del 15% mentre quella flessionale è stata aumentata del 17%, la forcella idraulica anteriore ha un'escursione di 76 mm, al posteriore invece è presente un ammortizzatore con corsa da 73,5 mm sul 50 mentre sui top di gamma 125 e 150 è presente un ammortizzatore idraulico con precarico regolabile su 5 posizioni e corsa da 74,5 mm.
Il vano sottosella viene ingrandito fino a 17 litri, mentre il vano nello scudo anteriore possiede ora una capacità di 4 litri e dispone anche di ingresso USB e sistema Piaggio Multimedia Platform che permette di connettere il veicolo con il proprio smartphone. La ruota anteriore per tutti i modelli è da 16" con pneumatico da 90/80, quella posteriore da 14" con pneumatico 100/80. L'impianto frenante è composto da disco anteriore da 240 mm e tamburo posteriore da 140 mm. I 125 e 150 possiedono di serie l'ABS. Le dimensioni sono: lunghezza pari a 1945 mm, larghezza 690 mm, passo di 1370 mm, altezza sella pari a 780 mm (sul cinquantino) e 787 mm (sui 125/150). Il serbatoio su tutti i modelli ha una capacità di 6 litri (incluso 1,5 litri di riserva).
Nel 2021 la gamma viene aggiornata alla normativa Euro 5.
Nel marzo 2022 viene introdotta la versione speciale Liberty Baci Perugina realizzata in collaborazione con Perugina per festeggiare il centenario del cioccolatino Bacio.
La versione 2025 presenta un display digitale a colori da 5,5 pollici e il faro a Led a sviluppo orizzontale ed il manubrio ridisegnato per migliorare l’ergonomia. I motori 4 tempi 50, 125 e 150 sono conformi alla normativa Euro 5+.

## Caratteristiche tecniche
| Caratteristiche tecniche - Piaggio Liberty 125 / Piaggio Liberty 125 S | Caratteristiche tecniche - Piaggio Liberty 125 / Piaggio Liberty 125 S   | Caratteristiche tecniche - Piaggio Liberty 125 / Piaggio Liberty 125 S   | Caratteristiche tecniche - Piaggio Liberty 125 / Piaggio Liberty 125 S   | Caratteristiche tecniche - Piaggio Liberty 125 / Piaggio Liberty 125 S   | Caratteristiche tecniche - Piaggio Liberty 125 / Piaggio Liberty 125 S   |
| ---------------------------------------------------------------------- | ------------------------------------------------------------------------ | ------------------------------------------------------------------------ | ------------------------------------------------------------------------ | ------------------------------------------------------------------------ | ------------------------------------------------------------------------ |
|                                                                        |                                                                          |                                                                          |                                                                          |                                                                          |                                                                          |
| Dimensioni e pesi                                                      |                                                                          |                                                                          |                                                                          |                                                                          |                                                                          |
| Ingombri (lungh.×largh.×alt.)                                          | 1930 × 740 × ? mm                                                        | 1930 × 740 × ? mm                                                        | 1930 × 740 × ? mm                                                        | 1930 × 740 × ? mm                                                        | 1930 × 740 × ? mm                                                        |
| Altezze                                                                | Sella: 805 mm                                                            | Sella: 805 mm                                                            | Sella: 805 mm                                                            | Sella: 805 mm                                                            | Sella: 805 mm                                                            |
| Interasse: 1325 mm                                                     | Interasse: 1325 mm                                                       | Massa a vuoto: 108 kg                                                    | Massa a vuoto: 108 kg                                                    | Serbatoio: 6 l                                                           | Serbatoio: 6 l                                                           |
| Meccanica                                                              |                                                                          |                                                                          |                                                                          |                                                                          |                                                                          |
| Tipo motore: Monocilindrico a 4 tempi                                  | Tipo motore: Monocilindrico a 4 tempi                                    | Tipo motore: Monocilindrico a 4 tempi                                    | Tipo motore: Monocilindrico a 4 tempi                                    | Raffreddamento: ad aria                                                  | Raffreddamento: ad aria                                                  |
| Cilindrata                                                             | 124 cm³ (Alesaggio 57,0 × Corsa 48,6 mm)                                 | 124 cm³ (Alesaggio 57,0 × Corsa 48,6 mm)                                 | 124 cm³ (Alesaggio 57,0 × Corsa 48,6 mm)                                 | 124 cm³ (Alesaggio 57,0 × Corsa 48,6 mm)                                 | 124 cm³ (Alesaggio 57,0 × Corsa 48,6 mm)                                 |
| Distribuzione: monoalbero in testa                                     | Distribuzione: monoalbero in testa                                       | Distribuzione: monoalbero in testa                                       | Alimentazione:                                                           | Alimentazione:                                                           | Alimentazione:                                                           |
| Potenza: 10 cv a 8.000 giri                                            | Potenza: 10 cv a 8.000 giri                                              | Coppia:                                                                  | Coppia:                                                                  | Rapporto di compressione:                                                | Rapporto di compressione:                                                |
| Frizione: centrifuga                                                   | Frizione: centrifuga                                                     | Frizione: centrifuga                                                     | Cambio: Variomatic                                                       | Cambio: Variomatic                                                       | Cambio: Variomatic                                                       |
| Accensione                                                             | elettronica CDI                                                          | elettronica CDI                                                          | elettronica CDI                                                          | elettronica CDI                                                          | elettronica CDI                                                          |
| Trasmissione                                                           | ingranaggi                                                               | ingranaggi                                                               | ingranaggi                                                               | ingranaggi                                                               | ingranaggi                                                               |
| Avviamento                                                             | elettrico                                                                | elettrico                                                                | elettrico                                                                | elettrico                                                                | elettrico                                                                |
| Ciclistica                                                             |                                                                          |                                                                          |                                                                          |                                                                          |                                                                          |
| Telaio                                                                 | Tubolare in acciaio                                                      | Tubolare in acciaio                                                      | Tubolare in acciaio                                                      | Tubolare in acciaio                                                      | Tubolare in acciaio                                                      |
| Sospensioni                                                            | Anteriore: Forcella telescopica da 32mm / Posteriore: Monoammortizzatore | Anteriore: Forcella telescopica da 32mm / Posteriore: Monoammortizzatore | Anteriore: Forcella telescopica da 32mm / Posteriore: Monoammortizzatore | Anteriore: Forcella telescopica da 32mm / Posteriore: Monoammortizzatore | Anteriore: Forcella telescopica da 32mm / Posteriore: Monoammortizzatore |
| Freni                                                                  | Anteriore: a disco da 220mm / Posteriore: a tamburo da 140mm             | Anteriore: a disco da 220mm / Posteriore: a tamburo da 140mm             | Anteriore: a disco da 220mm / Posteriore: a tamburo da 140mm             | Anteriore: a disco da 220mm / Posteriore: a tamburo da 140mm             | Anteriore: a disco da 220mm / Posteriore: a tamburo da 140mm             |
| Pneumatici                                                             | anteriore: 90/80-16 - posteriore: 110/80-14                              | anteriore: 90/80-16 - posteriore: 110/80-14                              | anteriore: 90/80-16 - posteriore: 110/80-14                              | anteriore: 90/80-16 - posteriore: 110/80-14                              | anteriore: 90/80-16 - posteriore: 110/80-14                              |
| Prestazioni dichiarate                                                 |                                                                          |                                                                          |                                                                          |                                                                          |                                                                          |
| Velocità massima                                                       | 92 km/h                                                                  | 92 km/h                                                                  | 92 km/h                                                                  | 92 km/h                                                                  | 92 km/h                                                                  |
| Consumo                                                                | 28 km/l                                                                  | 28 km/l                                                                  | 28 km/l                                                                  | 28 km/l                                                                  | 28 km/l                                                                  |
| Altro                                                                  |                                                                          |                                                                          |                                                                          |                                                                          |                                                                          |
| Omologazione                                                           | Euro III                                                                 | Euro III                                                                 | Euro III                                                                 | Euro III                                                                 | Euro III                                                                 |
| Rapporto di compressione                                               | 10,6 : 1                                                                 | 10,6 : 1                                                                 | 10,6 : 1                                                                 | 10,6 : 1                                                                 | 10,6 : 1                                                                 |
| Fonte dei dati:                                                        |                                                                          |                                                                          |                                                                          |                                                                          |                                                                          |

## Le commesse di Poste Italiane

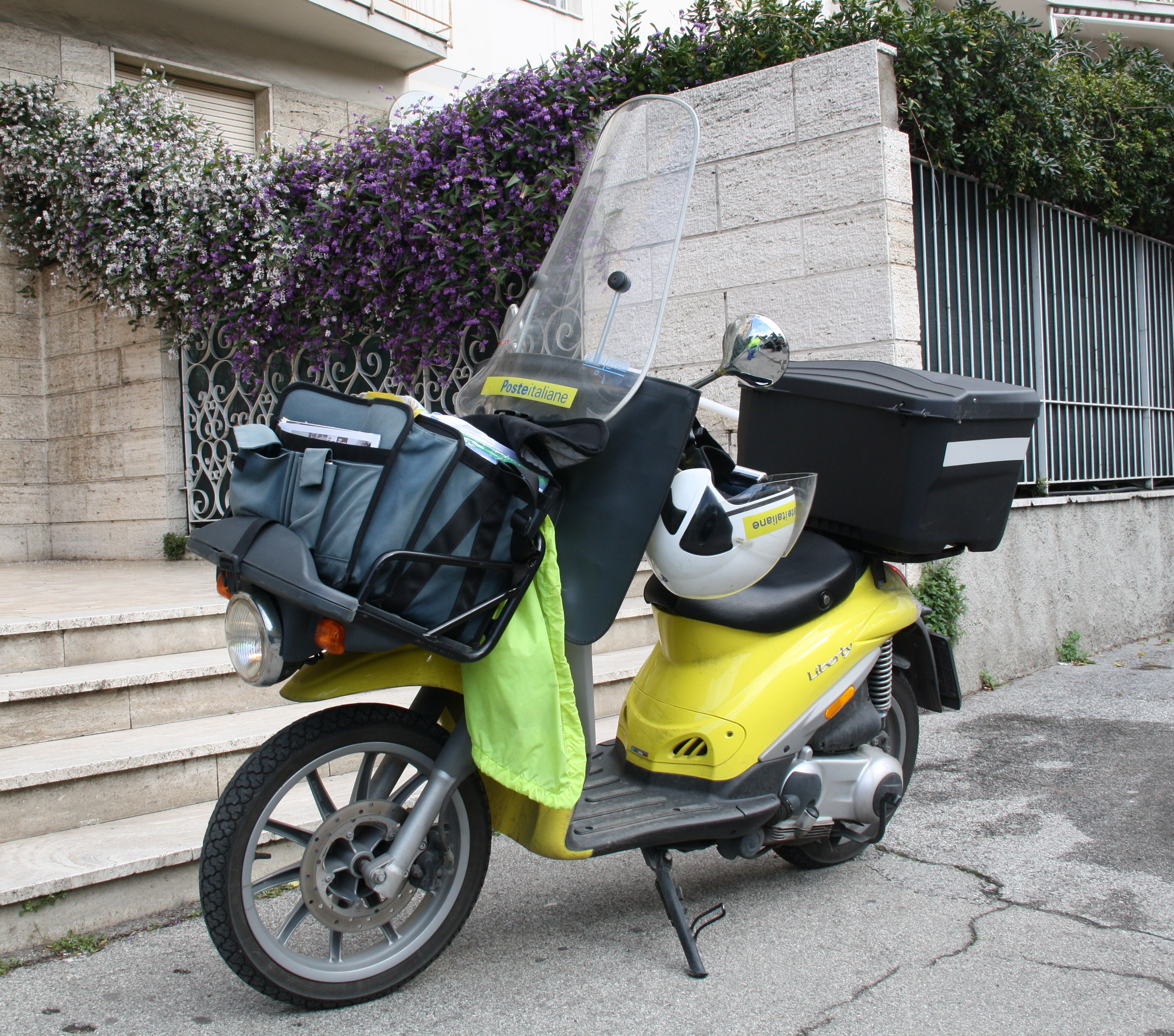
Piaggio Liberty Delivery in dotazione al servizio Poste Italiane

Nel 2005 Piaggio si è aggiudicata una gara per una prima fornitura di 27.200 Liberty.
A febbraio 2012 Piaggio si aggiudica un'altra commessa delle Poste, per circa 18 mila scooter utilizzati per il recapito postale (rispetto a un totale di circa 77.294 moto vendute dal gruppo in Italia nel 2012).
Il modello Liberty Delivery è stato venduto oltre che a Poste Italiane, anche alle Poste di numerosi altri Paesi europei ed extraeuropei per un totale di oltre 45.000 scooter Liberty venduti dal 2004 al 2012.